# Massacro di Kfar Etzion
Il massacro di Kfar Etzion fu commesso da forze armate arabe il 13 maggio 1948, il giorno prima della dichiarazione d'indipendenza dello Stato d'Israele.

## Antefatti
Kfar Etzion era un kibbutz religioso fondato nel 1943, 2 km circa a est della strada che univa Gerusalemme a Hebron. Alla fine del 1947 vi abitavano 163 adulti e 50 bambini. Assieme a tre kibbutzim delle vicinanze, fondati nel triennio 1945-1947, esso formava il Gush Etzion (il Blocco di Etzion).
Il Piano di partizione della Palestina del 1947 proposto dalle Nazioni Unite il 29 novembre 1947 poneva il Blocco di Etzion all'interno dello Stato assegnato alla componente araba della Palestina, ove immediatamente scoppiarono scontri in numerose località. La posizione del Blocco di Etzion sull'importante via Gerusalemme-Hebron lo rendeva un obiettivo-chiave particolarmente rilevante. Il traffico che si svolgeva sulla strada era stato spesso oggetto di attacchi e fu reso possibile solo sotto forma di convogli armati. Forze arabe aggredirono convogli ebraici, mentre le forze dell'Haganah stazionavano nel Blocco e attaccavano il traffico arabo e britannico. Si verificarono anche attacchi contro gli stessi insediamenti. Nel gennaio 1948 i bambini di Kfar Etzion furono evacuati verso Gerusalemme assieme alla maggioranza delle madri, agli anziani e ai malati. I comandi sionisti respinsero ogni proposta di abbandonare interamente l'insediamento, sia per coerenza con la politica assunta di difendere ogni insediamento ebraico ad ogni costo, sia perché il Blocco di Etzion, rafforzato dai combattenti dell'Haganah, costituiva un'importante pedina per ostacolare il traffico arabo lungo la via che da Hebron conduceva a Gerusalemme.
Visto che la fine del Mandato britannico in Palestina si profilava assai prossima, gli scontri nella regione s'intensificarono. Sebbene la Legione araba fosse ancora teoricamente sotto comando britannico in Palestina, essa cominciò ad operare sempre più in modo autonomo. In marzo un convoglio ebraico proveniente da Gerusalemme che si proponeva di rifornire il Blocco di Etzion cadde in un'imboscata e 15 militanti dell'Haganah morirono prima che gli scampati fossero messi in salvo dai Britannici. Vi furono numerosi altri incidenti similari che coinvolsero gli schieramenti arabo ed ebraico. A partire dai primi di maggio, la Legione Araba, insieme a migliaia di irregolari (per lo più abitanti dei villaggi arabi) cominciò a condurre una serie di attacchi massicci contro gli insediamenti che costituivano il Blocco di Etzion. Il comando dell'Haganah a Gerusalemme non fu in grado di provvedere a fornire un'utile assistenza. Il 12 maggio, l'assalto finale su Kfar Etzion cominciò con l'impiego di forze soverchianti. La Legione era dotata di veicoli blindati e di artiglieria, contro i quali i difensori ebraici non potevano opporre una valida risposta.

## Il massacro
Quando il 13 maggio svanì ogni speranza di poter tenere le proprie posizioni, i difensori di Kfar Etzion abbandonarono le proprie armi e tentarono di arrendersi. Il numero di persone cadute e i loro uccisori sono oggetto ancora di disputa. Secondo un resoconto, il principale gruppo di circa 50 difensori si arresero a un ampio numero di irregolari Arabi che, al grido di  "Deir Yassin!" ordinarono agli Ebrei di sedersi, alzarsi e sedersi ancora. Improvvisamente qualcuno aprì il fuoco su di loro con una mitragliatrice e altri si unirono alla sparatoria, facendo fuoco sugli uomini arresisi. Quelli che non caddero immediatamente tentarono di fuggire ma furono inseguiti.
I resoconti israeliani del massacro di Kfar Etzion (quali Levi, 1986, Isseroff, 2005) affermano che i difensori, esposta la bandiera bianca, si erano allineati per la resa di fronte all'edificio scolastico del monastero tedesco. Vi erano lì 133 persone. Dopo essere stati fotografati da un uomo che indossava una keffiyeh, un veicolo blindato apparentemente in dotazione alla Legione araba aprì il fuoco con le sue mitragliatrici; solo in seguito gli irregolari arabi sarebbero sopraggiunti. Un gruppo di difensori tentò di rifugiarsi nelle celle del monastero, dove fu attuata una difesa disperata sin quando un gran numero di granate fu scagliato contro le celle. L'edificio fu distrutto e collassò su di loro. Secondo tali resoconti, circa 129 persone furono così uccise.
Solo tre dei restanti residenti di Kfar Etzion e un membro del Palmach scamparono alla morte. In base alla loro testimonianza, le circostanze della loro sopravvivenza furono le seguenti:
- Yaacov Edelstein e Yitzhak Ben-Sira tentarono di nascondersi in un mucchio di massi e rami, ma furono scoperti da un "vecchio Arabo rugoso e sdentato" che disse loro "Non abbiate paura". Quindi un gruppo di irregolari Arabi sopraggiunse e li addossò contro un muro. Il vecchio Arabo tentò di proteggerli col suo corpo. Come gli scampati rivelarono, due Legionari Arabi sopraggiunsero e posero i due Ebrei sotto la propria protezione.
- Nahum Ben-Sira, fratello di Yitzhak, era fuori del gruppo quando il massacro cominciò. Si nascose fino al calar delle tenebre e quindi fuggì verso un vicino kibbutz.
- Eliza Fauktwanger (Palmach) tentò di nascondersi in un fossato con numerosi altri. Furono scoperti e tutti furono uccisi, salvo Eliza che fu trascinata via da due Arabi (forse Legionari Arabi). Dal momento che i due tentarono di stuprarla, un ufficiale legionario sopraggiunse e colpì a morte i due con la sua arma.

Un totale di 157 difensori fu ucciso nella battaglia del Gush Etzion (Levi, 1986), inclusi coloro che furono uccisi nel massacro di Kfar Etzion. Circa due terzi di essi erano residenti, mentre il resto era dell'Haganah o del Palmach.
Il giorno seguente forze irregolari arabe proseguirono nel loro assalto a ciò che rimaneva dei tre insediamenti di Etzion. Temendo che i difensori potessero soffrire il medesimo destino toccato a quelli di Kfar Etzion, i capi sionisti a Gerusalemme negoziarono un accordo per la resa degli insediamenti, a condizione che la Legione Araba proteggesse i residenti. La Croce Rossa portò i feriti a Gerusalemme e la Legione Araba prese i restanti come prigionieri di guerra. Essi furono più tardi rimessi in libertà.
Il ruolo della Legione araba nel massacro è ancora oggetto di dibattito. Non c'è dubbio che la Legione abbia condotto l'attacco contro Kfar Etzion (probabilmente su esplicito ordine di Glubb Pascià) e che almeno alcuni legionari erano presenti al massacro quando questo cominciò. Oltre a ciò, la più credibile testimonianza è quella di Eliza Fauktwanger, che disse che l'ufficiale della legione che le salvò la vita uccise anche alcuni dei feriti. Glubb Pascià, più tardi, negò nella maniera più assoluta che vi fosse stato un massacro.

## Conseguenze
Il Blocco di Etzion divenne un simbolo dell'eroismo e del martirio sionista fra gli Israeliani immediatamente dopo la sua caduta, e il suo ricordo è ancora vivo. La data del massacro è osservata come Giornata del Ricordo d'Israele.
Il sito del Blocco di Etzion fu conquistato da Israele durante la Guerra dei sei giorni del 1967. I bimbi che furono evacuati dal Blocco nel 1948 hanno guidato una campagna pubblica perché il Blocco fosse ricostruito e il Primo Ministro Levi Eshkol dette la sua approvazione. Kfar Etzion fu riedificata come kibbutz nel settembre 1967, come primo insediamento israeliano in Cisgiordania dopo la Guerra del 1967.